# Mistletoe (canción)
«Mistletoe» es una canción navideña interpretada por Colbie Caillat,  escrita en coautoría con su amigo y mánager Stacy Blue.

## Lanzamiento
La canción fue lanzada como descarga digital en iTunes el 20 de noviembre, de 2007. USA Today presentó el artículo en "Mistletoe" como la canción navideña más descargada del 2007. La canción vendió aproximadamente 115,000 unidades.

## Compilaciones
La canción es presentada en la compilación The Essential Now That's What I Call Christmas, lanzado en septiembre de 2008. La canción también es presentada en la compilación Hotel Cafe Presents Winter Songs, con todas las ganancias beneficiando a Susan G. Komen For The Cure.

## En cultura popular
La canción fue presentada en la película Baby Mama en el 2008. La canción también fue presentada en la película navideña, Christmas Child.

## Posiciones
| Lista (2007)                                 | Posición |
| -------------------------------------------- | -------- |
| U.S. Billboard Hot 100                       | 75       |
| U.S. Billboard Pop 100                       | 44       |
| Lista (2008)                                 | Posición |
| Canadian Hot 100                             | 56       |
| U.S. Billboard Hot Adult Contemporary Tracks | 7        |